# Stazione di Anzio Colonia
La stazione di Anzio Colonia è una fermata ferroviaria impresenziata posta sulla linea Roma-Campoleone-Nettuno, nel territorio comunale di Anzio.

## Storia
La fermata di Anzio Colonia venne attivata il 23 luglio 1923.
Nel 1940 prese la nuova denominazione di "Nettunia Colonia", riprendendo nel 1946 la denominazione d'origine.

## Movimento
Anzio Colonia è servita dalla relazione FL8 (Roma Termini-Nettuno), con partenze cadenzate a frequenza oraria.

## Servizi
- Parcheggio auto all'esterno della stazione